# حي العريش
حي العريش هو حي شعبي يقع في جنوب مدينة منزل بورقيبة ، بنزرت التي تقع في تونس ويعد هذا الحي من أهم أحياء المدينة.